# Tauchlitz
Tauchlitz ist ein Ortsteil von Crossen an der Elster im Saale-Holzland-Kreis in Thüringen.

## Geografie
Tauchlitz liegt östlich von Crossen an der Elster und noch östlich der Elster direkt am Fluss in der Aue. Der Ort ist an die Bundesstraße 7 angebunden. Im Tal führt die Bahnstrecke Saalfeld/Saale–Gera–Leipzig mit Halt in Crossen an der Elster vorbei.

## Geschichte
Am 20. September 1271 wurde der urkundlich datierte Beleg archiviert.
Der Ort war und ist landwirtschaftlich geprägt.